# Senterada
Senterada là một đô thị trong tỉnh Lérida, cộng đồng tự trị Cataluña Tây Ban Nha. Đô thị Senterada có diện tích là 34,55 ki-lô-mét vuông, dân số năm 2009 là 142 người với mật độ 4,11 người/km². Đô thị Senterada có cự ly km so với tỉnh lỵ Lérida.